# Jaureguiberry (Uruguay)
Pour les articles homonymes, voir Jauréguiberry.
Jaureguiberry est une ville et une station balnéaire de l'Uruguay située dans le département de Canelones. Sa population est de 458 habitants.

## Historique
La ville fut fondée par Miguel Jaureguiberry.

## Population
Sa population est de 458 habitants environ (2011).
| Année | Population |
| ----- | ---------- |
| 1963  | 71         |
| 1975  | 138        |
| 1985  | 122        |
| 1996  | 202        |
| 2004  | 287        |
| 2011  | 458        |

Référence,.